# ارولتسهایم
ارولتسهایم (به آلمانی: Erolzheim) یک شهر در آلمان است که در Biberach واقع شده‌است. ارولتسهایم ۳٬۱۱۹ نفر جمعیت دارد.